# Ван Баошань
Ван Баоша́нь (кит. упр. 王宝山; род. 13 апреля 1963, Пинъи, провинция Шаньдун, КНР) — китайский футболист и футбольный тренер. В качестве нападающего выступал за национальную сборную Китая на Кубке Азии 1988 года. В настоящее время — главный тренер клуба «Шэньси Чанъань», представляющего Первую лигу Китая розыгрыша 2022 года. Один из первых китайских игроков, которые выступали на профессиональном уровне в Японии.

## Карьера игрока
Ван Баошань родился в Пинъи, провинция Шаньдун, однако его семья переехала в Баоцзи в провинции Шэньси для только, чтобы он мог выступать за первую команду провинции Шэньси в чемпионате Китая розыгрыша 1980 года. Несмотря на то, что дебютный сезон для клуба получился неудачным, команда потеряла место в высшем дивизионе. Таким образом, Ван начал выступать во второй лиге, однако стал игроком основного состава, а в 1985 году помог команде Шэньси выиграть турнир и получить повышение в классе. В этот же период игрока заметили и пригласили в национальную сборную. В составе национальной сборной принял участие в Кубке Азии по футболу 1988 года, а команда Китая заняла на турнире четвёртое место. После турнира переехал в Японию и присоединился к команде «Оцука Фармасьютикал», где и закончил профессиональную карьеру игрока.

## Карьера тренера
Ван Баошань начал свою тренерскую карьеру в клубе первого дивизиона «Фошань Фости» в сезоне 1995 года и помог команде финишировать на четвертом месте. В течение нескольких следующих сезонов с командой был середняком в турнирной таблице до того момента, как перед началом сезона 1998 года клуб был продан «Сямынь Юаньхуа», а сам Ван Баошань потерял работу. Долго не раздумывая, он становится главным тренером другой команды, представляющей второй дивизион, «Юньнань Хунта», однако на этом посту ему удалось побыть всего лишь один сезон, а в течение двух следующих сезонов Ван тренировал молодёжную сборную Китая. Его работа с молодежной сборной привела его на молодёжный чемпионат АФК 2002 года, однако команда заняла шестое место. После окончания турнира Китайская футбольная ассоциация решила не продлевать контракт с Ваном и он оказался в еще одном клубе второго дивизиона «Гуандун Сюнин» в сезоне 2003 года, с которым финишировал в середине турнирной таблицы. В следующем сезоне клуб переехал в Шэньчжэнь и был переименован в «Шэньчжэнь Кэцзянь». Ван снова финишировал в середине таблицы, однако у команды возникли финансовые трудности и до конца сезона 2004 года она не доиграла и была распущена.
Ван вновь вернулся в первую лигу, на этот раз в команду «Цзянсу Сайнти», однако всего лишь на сезон, так как не смог получить повышение в классе. В ноябре 2005 года Ван получил первую возможность попробовать свои силы в Суперлиге с клубом «Шэньчжэнь Цзяньлибао», к которому присоединился в сезоне 2006 года. Однако особых успехов с клубом не достиг, потерял уважение игроков, а команда балансировала на грани вылета. Кроме того, у клуба также появились долги и он не мог избежать понижения в классе, в итоге в сентябре 2006 года Ван был уволен с поста главного тренера, а на смену ему пришёл Се Фэн. Ван не нашел вакансий на пост главного тренера и был вынужден стать ассистентом главного в национальной сборной, где он работал под руководством Владимира Петровича. Китайская футбольная ассоциация уволила Петровича в июне 2008 года, а команда осталась без главного тренера перед важными матчами квалификации к Кубку Азии 2011 года. По слухам, только у Вана была возможность на краткосрочной основе тренировать сборную, однако КФА решила отдать вакантную должность Ин Тешэну. В июле 2008 года Вана пригласил «Шэньчжэнь Цзяньлибао», который увольнял его ранее, однако на этот раз на пост технического наблюдателя.
В мае 2009 года вакантной оказывается пост главного тренера в клубе высшего дивизиона «Чэнду Блэйдс» после того, как в отставку уходит Ли Бин. При Ване результаты команды улучшаются, а клуб финиширует на седьмой позиции, что рассматривается руководством как успешное выступление. Несмотря на достижения, «Чэнду Блэйдс» перед началом сезона 2010 года (после обвинений в сдаче матчей несколько лет назад) отправляется во второй дивизион. Ван решает остаться в клубе и помогает команде в этом же сезоне вернуться в Суперлигу. Однако по итогам сезона команда решает нанять нового главного тренера, которым становится Лори Маккинна и сезон 2011 года команда начинает уже с ним. Через год после увольнения из «Чэнду» клуб, к этому моменту уже выступающий во втором дивизионе, вновь пригласил специалиста на пост главного тренера в середине сезона 2012 года после отставки Ню Хунли.
В 2013 году Ван становится главным тренером клуба «Чунцин Лифань». В 2016 году Вана пригласили на пост главного тренера клуба второго дивизиона «Бэйцзин Жэньхэ», однако в сезоне 2016 года команда финишировала на четвертом месте и не смогла получить повышение в классе. В июне 2017 года Ван возглавил «Шэньчжэнь», это был его третий приход в команду. В клубе он проработал до апреля 2018 года.
27 сентября 2018 года клуб «Хэнань Констракшн» вместо уволенного корейского специалиста Чанг Ву Рёна приглашает на пост главного тренера Вана.